# Paria a vita
Nel Regno Unito, la parìa a vita sono membri della parìa i cui titoli non possono essere ereditati dai discendenti o parenti, al contrario delle parìe ereditarie, e perdurano quanto la vita dell'assegnatario del titolo. Attualmente la parìa a vita, creata sempre e solo al rango di barone, si basa sul Life Peerages Act 1958 e dà titolo al detentore di sedere nella Camera dei lord, avendo prima verificato di disporre dei necessari requisiti dell'età minima e della cittadinanza britannica.
I figli legittimi di un pari a vita godono del prefisso onorifico "The Honourable", anche se non possono ereditare loro stessi la parìa.

## Prima del 1887
La Corona, come fons honorum, ha il diritto di creare le parìe, ereditarie o a vita. Durante i primi anni della parìa, il Sovrano aveva il diritto di chiamare personalmente alcuni sudditi al Parlamento e poi di riconvocarli quando fosse stato necessario. Nel tempo, venne stabilito che una volta convocato, un pari dovesse essere convocato al parlamento per il resto della sua vita, e così pure i suoi eredi, consolidando quindi il principio di ereditarietà della funzione prima e del titolo poi.
Dal regno di Giacomo I e da quello di Giorgio II (tra il 1603 ed il 1760), vennero create in tutto 18 parìe a vita per delle donne, le quali comunque erano escluse dal sedere nella Camera dei lord, perciò non era chiaro all'epoca se la concessione di una parìa a vita ad un uomo concedesse realmente tale privilegio. Per più di quattro secoli, escludendo quanti sedettero alla Camera dei lord di Cromwell (detta anche Other House) durante l'Interregnum, nessuno ha mai reclamato un seggio alla Camera dei lord in virtù della propria parìa a vita. Nel 1856, venne stabilito ufficialmente che un pari potesse essere membro della parìa senza sedere necessariamente nella Camera dei lord e variare quindi il numero dei suoi membri. Sir James Parke, Barone (giudice) dello Scacchiere, venne creato Barone Wensleydale a vita, ma la Camera dei lord concluse che quella parìa non gli dava titolo di sedere alla Camera dei lord. Successivamente Lord Wensleydale venne nominato a una parìa ereditaria e quindi poté avere accesso alla Camera. (Per pura coincidenza, Parle non ebbe figli maschi, pertanto la sua baronia si estinse e non passò ai suoi eredi).
Il governo introdusse una legge che autorizzava la creazione di due parie a vita che comportavano seggio nella Camera dei lord per giudici che avessero svolto il loro compito per almeno cinque anni e si fossero dimostrati meritevoli di tal onorificenza. La Camera dei lord accettò la proposta, mentre la Camera dei comuni la rigettò e pertanto la legge non passò. Nel 1869, il conte Russell promosse una nuova legge più esaustiva e corretta che stabiliva un massimo di 28 pari a vita esistenti contemporaneamente e che non se ne potesse creare più di quattro all'anno. Si stabilì inoltre che i pari a vita potessero essere scelti tra i giudici, gl'impiegati statali, gli ufficiali in pensione del British Army e della Royal Navy, i membri della Camera dei comuni che avessero prestato servizio almeno per dieci anni, gli scienziati, gli scrittori, gli artisti, i pari di Scozia e i pari d'Irlanda (i pari di Scozia e Irlanda non dispongono infatti di seggi nella Camera dei lord, ma possono essere eletti come pari rappresentanti.) La proposta di legge venne rigettata dalla Camera dei lord alla terza lettura.
Infine venne approvato l'Appellate Jurisdiction Act 1887 che permetteva ai giudici anziani di sedere nella Camera dei lord come pari a vita, noti col nome di  Lords of Appeal in Ordinary. Questi nominati non dovevano già essere membri della Camera dei lord e dovevano essere creati pari a vita sulla base dell'Appellate Jurisdiction Act 1876. Inizialmente era previsto che tali insigniti potessero sedere alla Camera dei lord mentre ancora ricoprivano il loro incarico, ma nel 1887 (al pensionamento di Lord Blackburn) l'Appellate Jurisdiction Act 1887 dispose che i giudici dovessero pensionarsi o dimettersi dai propri incarichi per accettare la parìa. Questo portò alla creazione della Corte suprema del Regno Unito nel 2009.

## IlLife Peerages Act 1958
Il Life Peerages Act ha stabilito le garanzie della parìa a vita. Non venne posto con questa legislazione alcun limite al numero di pari che il Sovrano può concedere, come invece venne fatto con l'Appellate Jurisdiction Act, e venne inoltre stabilito che un pari creato sulla base del Life Peerages Act avesse diritto a sedere alla Camera dei lord se avesse almeno 21 anni di età, se non fosse stato condannato per tradimento e se fosse cittadino del Regno Unito o comunque membro del Commonwealth delle Nazioni, e residente nel Regno Unito per ragioni fiscali.
Le baronìe a vita costituite sulla base del Life Peerages Act sono create dal Sovrano ma, in pratica, nessuna di queste viene creata senza l'assenso del primo ministro.
I pari a vita creati sulla base del Life Peerages Act, comunque, non possono essere nominati ministri né ricevere salari. Hanno diritto ad un rimborso giornaliero di massimo 300 sterline per il viaggio e l'eventuale pernottamento in hotel per quando gli viene chiesto di presenziare alle sedute del parlamento.
La parìa a vita può essere concessa con diverse sfumature come segue:

### "Pari lavoratori"
Per la prima volta, nel 1958 venne pubblicata la lista dei "pari lavoratori". Essi non sono una vera e propria classe, ma rappresentano i vari partiti e prendono parte regolarmente alle sedute della Camera dei lord. Gran parte delle nuove nomine appartengono a questa categoria.
Normalmente, il primo ministro sceglie questi pari tra i membri del suo partito, ma permette anche ai leader dell'opposizione di sceglierne alcuni. Il primo ministro può determinare il numero di pari proposto da ciascun partito, ma può anche rifiutare certe nomine, ma è convenzione che non lo faccia.

### "Pari del popolo"
I pari possono essere creati anche su base non-partisan. Formalmente, le nomine vengono fatte solo su base del merito e sono proposte dal primo ministro, ma questa funzione è stata parzialmente trasferita alla nuova House of Lords Appointments Commission nel 2000. Gli individui raccomandati per la parìa dalla Commissione sono descritti dai media britannici come "pari del popolo". La Commissione inoltre scrutina le raccomandazioni provenienti dai partiti. Il primo ministro può determinare il numero dei pari proposti dalla commissione, ed anche emendare alcune raccomandazioni. Per convenzione, ad ogni modo, non vengono fatti emendamenti al lavoro della Commissione.

### Come onorificenza
Qualunque individuo può essere creato pari come ricompensa per meriti acquisiti; questi pari non frequentano regolarmente la Camera dei lord, ma hanno libertà di farlo a loro piacimento. La New Year Honours List, la Queen's Birthday Honours List, la Dissolution Honours List e la Resignation Honours List sono le occasioni nelle quali spesso questi pari vengono creati.

### Per pubblici uffici
Le creazioni dei pari a vita possono essere riservate a quanti abbiano svolto incarichi importanti nei pubblici uffici come ex primi ministri, Speaker della Camera dei comuni o arcivescovo di Canterbury o York.
Sir Alec Douglas-Home, che rinunciò al suo titolo di IV Conte di Home divenendo primo ministro, fu il primo a ricevere una baronia a vita in questo senso. Harold Wilson, James Callaghan e Margaret Thatcher tutti hanno ottenuto una paria a vita dopo il loro ritiro dalla Camera dei comuni, ed anche il marito della Thatcher, Denis Thatcher, venne creato baronetto. Edward Heath scelse di rifiutare la paria, così come John Major e Tony Blair. Harold Macmillan declinò la paria dopo aver lasciato il proprio incarico come primo ministro, ma l'accettò dopo 20 anni, come Conte di Stockton; questa fu l'ultima contea ad essere concessa al di fuori della Famiglia Reale inglese. Mentre David Lloyd George aspettò un tale periodo per ottenere una contea, altri accettarono subito dopo il loro ritiro dai pubblici uffici come i conti di Oxford e Asquith, Baldwin, Attlee e Avon.
Molti membri di gabinetto, tra cui molti Cancellieri dello Scacchiere, Home Secretaries, Segretari per gli Affari Esteri e Segretari alla Difesa, dopo il 1958, sono stati perlopiù creati pari a vita. William Whitelaw venne creato visconte ereditario su raccomandazione di Margaret Thatcher, successivamente morì senza eredi maschi.
Parìe a vita sono state concesse agli Speakers della Camera dei comuni, mentre in precedenza essi venivano investiti per tradizione di parìa ereditaria come visconte. Lo Speaker e Segretario di Stato per il Galles, George Thomas, venne creato Visconte Tonypandy, successivamente morì senza eredi maschi.
Il primo ministro ancora oggi continua a raccomandare un ristretto numero di personaggi pubblici per la paria. Generalmente questi appartengono alle categorie dei Capi dello Staff della Difesa, i segretari di gabinetto e i capi del servizio diplomatico. Ogni arcivescovo di Canterbury dopo la pensione dal 1958 è stato creato pari a vita, e recentemente anche tutti gli arcivescovi di York. Un ristretto numero di vescovi – come ad esempio David Sheppard di Liverpool e Richard Harries di Oxford – sono stati nobilitati dopo il loro pensionamento.
Il Lord Ciambellano dev'essere un membro della Camera dei lord e come tale se non è già un pari viene nobilitato al momento della sua nomina, mentre pari a vita diventano anche i segretari privati della regina e i governatori della Banca d'Inghilterra.
Gli alti ufficiali di giustizia spesso sono stati creati pari e, dal 1958, tutti i Lord Chief Justices of England and Wales sulla base del Life Peerages Act, con l'eccezione di Lord Woolf, che già era Lord of Appeal in Ordinary prima di divenire Lord Chief Justice.
Una paria a vita può essere in certi casi concessa anche a un pari ereditario. Dopo il passaggio dell'House of Lords Act 1999, molti dei pari ereditari alla prima creazione, che non avevano ereditato il titolo ma che erano esclusi dalla nuova legge dal sedere nella Camera dei lord, sono stati creati pari a vita: Toby Low, I barone Aldington; Frederick James Erroll, I barone Erroll di Hale; Frank Pakenham, VII conte di Longford e I barone Pakenham e Antony Armstrong-Jones, I conte di Snowdon. La parìa a vita viene inoltre garantita al Leader della Camera dei lord tra cui John Julian Ganzoni, II barone Belstead; Peter Carington, VI barone Carrington; Robert Gascoyne-Cecil, VII marchese di Salisbury (più noto come Visconte Cranborne e Lord Cecil di Essendon, avendo raggiunto i Lords con un writ of acceleration); George Jellicoe, II conte Jellicoe; Malcolm Shepherd, II barone Shepherd e David Hennessy, III barone Windlesham.
Come parte delle celebrazioni per rimarcare il cinquantesimo anniversario del Life Peerages Act, Gareth Williams, barone Williams di Mostyn il più votato tra i membri attuali della Camera dei lord ha ottenuto una parìa a vita.

## Numero di pari a vita
| Primo Ministro | Partito      | Periodo   | Pari  | Per anno |
| --- | ------------ | --------- | ----- | -------- |
| Harold Macmillan | Conservatore | 1957–1963 | 46    | 9.2*     |
| Alec Douglas-Home | Conservatore | 1963–1964 | 16    | 16.0     |
| Harold Wilson | Laburista    | 1964–1970 | 122   | 20.3**   |
| Edward Heath | Conservatore | 1970–1974 | 58    | 14.5     |
| Harold Wilson | Laburista    | 1974–1976 | 80    | 40.0**   |
| James Callaghan | Laburista    | 1976–1979 | 58    | 19.3     |
| Margaret Thatcher | Conservatore | 1979–1990 | 201   | 18.2     |
| John Major | Conservatore | 1990–1997 | 160   | 20.1     |
| Tony Blair | Laburista    | 1997–2007 | 357   | 35.7     |
| Gordon Brown | Laburista    | 2007–2010 | 34    | 11.3     |
| David Cameron | Conservatore | 2010–2016 | 242   | 40.3     |
| Totale | Totale       | Totale    | 1,374 | 23.7     |
| * Calcolato per i 5 anni di Macmillan sulla base della proclamazione dell'atto. ** Le parie a vita e non concesse sotto il governo Wilson sono state calcolate in 25.4 per anno. Le parie a vita conferite a pari ereditari (dopo il 1999) non sono incluse in questo novero. |              |           |       |          |

Il conteggio della creazione delle parie a vita sulla base del Life Peerages Act non ha mostrato un incremento esponenziale delle concessioni. David Cameron e Tony Blair hanno creato il maggior numero di pari a vita, rispettivamente 41 e 36 per anno. I primi ministri conservatori hanno creato una media di 20 pari a vita per ogni anno di carica, i laburisti 27.2 all'anno. In termini assoluti, i laburisti (in 24 anni) hanno creato pari 1.2 volte in più rispetto ai conservatori (in 29 anni). Sull'altro fronte, i primi ministri conservatori (in particolare Macmillan) hanno creato il numero maggiori di pari ereditari (50) dal 1958.
Nel 1999, i pari a vita erano 172 per i conservatori e 160 per i laburisti nella Camera dei lord, ed al 4 gennaio 2010 essi erano in numero di 141 per i conservatori e 207 per i laburisti.

## Disconoscimento
Sulla base del Peerage Act 1963, ai pari ereditari è permesso disconoscere i propri titoli, ma questo non è previsto per i pari a vita. La proposta dell'attuale governo di coalizione presentata nel 2011 prevedeva questa possibilità di rinuncia tramite una lettera pubblica da indirizzarsi al Lord Cancelliere. Questa proposta non è divenuta legge. Nel 2014 sulla base dell'House of Lords Reform Act è divenuto possibile per un pari della Camera dei lord dare le proprie dimissioni (senza bisogno di rinunciare alla paria).

## Titoli e appellativi
Gran parte dei pari deve il proprio titolo al proprio cognome, da solo (ad esempio il Barone Hattersley) o in combinazione con dei luoghi d'origine o altri cognomi (ad esempio la Baronessa Kennedy dei Shaws). Ian Paisley, ad esempio, ha optato per il titolo di Lord Bannside, e John Gummer ha scelto il titolo di Lord Deben. Vi sono anche casi in cui il cognome non risulta appropriato per la concessione del titolo come nel caso di Michael Lord (ora Lord Framlingham) e Michael Bishop (ora Lord Glendonbrook).
Lo stile utilizzato per un pari a vita è "The Rt Hon the Lord/Lady X" o "Nome, Lord/Lady X". In questi esempi, la X è il titolo nobiliare. I pari a vita che hanno ottenuto fama col loro nome originale, come nel caso dell'attore Laurence Olivier, sono spesso indicati in maniera non corretta come Lord/Lady Nome Cognome dopo la loro nobilitazione.